# Екслайн (Айова)
Екслайн (англ. Exline) — місто (англ. city) в США, в окрузі Аппанус штату Айова. Населення — 160 осіб (2010).

## Географія
Екслайн розташований за координатами 40°38′57″ пн. ш. 92°50′35″ зх. д. / 40.64917° пн. ш. 92.84306° зх. д. (40.649046, -92.843140).  За даними Бюро перепису населення США в 2010 році місто мало площу 2,57 км², уся площа — суходіл.

## Демографія
Згідно з переписом 2010 року, у місті мешкало 160 осіб у 74 домогосподарствах у складі 45 родин. Густота населення становила 62 особи/км².  Було 85 помешкань (33/км²).
Расовий склад населення:
| - 99,4 % — білих |

До двох чи більше рас належало 0,0 %. Частка іспаномовних становила 3,1 % від усіх жителів.
За віковим діапазоном населення розподілялося таким чином: 19,4 % — особи молодші 18 років, 52,5 % — особи у віці 18—64 років, 28,1 % — особи у віці 65 років та старші. Медіана віку мешканця становила 52,3 року. На 100 осіб жіночої статі у місті припадало 92,8 чоловіків;  на 100 жінок у віці від 18 років та старших — 95,5 чоловіків також старших 18 років.
Середній дохід на одне домашнє господарство  становив 40 079 доларів США (медіана — 33 333), а середній дохід на одну сім'ю — 55 024 долари (медіана — 51 250). За межею бідності перебувало 14,1 % осіб, у тому числі 5,6 % дітей у віці до 18 років та 17,8 % осіб у віці 65 років та старших.
Цивільне працевлаштоване населення становило 56 осіб. Основні галузі зайнятості: виробництво — 33,9 %, освіта, охорона здоров'я та соціальна допомога — 19,6 %, сільське господарство, лісництво, риболовля — 12,5 %, транспорт — 7,1 %.